# Elyes Gabel
Elyes Cherif Gabel (London, Egyesült Királyság, 1983. május 8. –) algériai származású brit színész. 
Ismertebb szerepei közé tartozik Rakharo az HBO Trónok harca című fantasysorozatában, valamint Walter O’Brien az NBC-n futó Skorpió – Agymenők akcióban című drámasorozatban.

## Élete és pályafutása
1983. május 8-án született Londonban. Algériai, francia, spanyol, holland, angol-indiai, ír, és portugál származású.
A drámaiskolát félbehagyta, amikor szerepet kapott egy gyerekeknek szóló televíziós programban. Gyermekkorában számos évet Kanadában töltött, mielőtt visszatért volna az Egyesült Királyságba, Manchesterbe, aztán pedig Bristolba. Színészkedést több iskolában is tanult, mint például a Strode's College-ban, az Oldham Theatre Workshop-ban.
2014-ben főszerepet kapott a CBS Skorpió – Agymenők akcióban című sorozatában. A sorozat ihletője Walter O'Brien, a 197-es IQ-val rendelkező számítógép-géniusz.

## Magánélete
2014-től 2016-ig együtt járt Katharine McPhee-vel, Skorpió-beli színésztársával.

## Filmográfia

### Film
| Év   | Magyar cím                       | Eredeti cím                              | Szerep                             | Magyar hang   |
| ---- | -------------------------------- | ---------------------------------------- | ---------------------------------- | ------------- |
| 2008 |                                  | Boogeyman 3                              | Ben                                |               |
| 2011 |                                  | Kingdom of Dust: Beheading of Adam Smith | Ahmed                              |               |
| 2011 |                                  | Everywhere and Nowhere                   | Jaz                                |               |
| 2013 | Z világháború                    | World War Z                              | Andrew Fassbach                    | Szatory Dávid |
| 2013 | Üdv a mocsokban                  | Welcome to the Punch                     | Ruan Sternwood                     |               |
| 2014 | Csillagok között                 | Interstellar                             | adminisztrátor                     | Széll Attila  |
| 2014 | Egy durva év                     | A Most Violent Year                      | Julian                             | Baráth István |
| 2015 | Kémvadászok: A szolgálat kötelez | Spooks: The Greater Good / MI-5          | Adem Qasim                         | Szatory Dávid |
| 2019 |                                  | Justice League vs. the Fatal Five        | Thom Kallor / Csillag fiú (hangja) |               |

### Televízió
| Év        | Magyar cím (Eredeti cím)               | Szerep                                            | Megjegyzés                |
| --------- | -------------------------------------- | ------------------------------------------------- | ------------------------- |
| 2014-2018 | Skorpió – Agymenők akcióban (Scorpion) | Walter O'Brien                                    | Sorozat, 93 epizód        |
| 2015      | - (Exit Strategy)                      | Tarik Fayad                                       | Film                      |
| 2015      | A hírnökök (The Messengers)            | Walter                                            | Sorozat                   |
| 2013      | A hidegsebész (Body of Proof)          | Adam Lucas                                        | Sorozat, 13 epizód        |
| 2012      | - (Silent Witness)                     | Umar                                              | Sorozat, 2 epizód         |
| 2011-2012 | Trónok harca (Game of Thrones)         | Rakharo                                           | Sorozat, 7 epizód         |
| 2012      | - (Widow Detective)                    | Troy Vargas                                       | Film                      |
| 2011      | - (Psychoville)                        | Shahrouz                                          | Sorozat, 5 epizód         |
| 2011      | Borgiák (The Borgias)                  | Prince Djem                                       | Sorozat, epizódszerep     |
| 2010      | Azonosság (Identity)                   | DC Jose Rodriguez                                 | Sorozat, 6 epizód         |
| 2009      | - (Waterloo Road)                      | Rob Cleaver                                       | Sorozat, 10 epizód        |
| 2008      | - (Apparitions)                        | Vimal                                             | Minisorozat, epizódszerep |
| 2008      | Hulla-ház (Dead Set)                   | Danny                                             | Sorozat, epizódszerep     |
| 2001-2007 | - (Casualty)                           | Gurpreet 'Guppy' Sandhu/Jude/Jean-Claude Tournier | Sorozat, 129 epizód       |
| 2005      | - (Casualty @ Holby City),             | Gurpreet "Guppy" Sandhu                           | Sorozat, epizódszerep     |
| 2004      | - (Doctors)                            | Steve                                             | Sorozat, epizódszerep     |
| 2002      | - (I Love Mummy)                       | Nuff                                              | Sorozat                   |

## Fordítás
- Ez a szócikk részben vagy egészben  az   Elyes Gabel című angol Wikipédia-szócikk fordításán alapul.  Az eredeti cikk szerkesztőit annak laptörténete sorolja fel. Ez a jelzés csupán a megfogalmazás eredetét és a szerzői jogokat jelzi, nem szolgál a cikkben szereplő információk forrásmegjelöléseként.